# Mouvement social flamme tricolore
Le Mouvement social flamme tricolore (en italien : Movimento Sociale Fiamma Tricolore, abrégé en MSFT) est un parti politique italien d'extrême droite fondé par Pino Rauti en 1995.
Son secrétaire était Luca Romagnoli jusqu'en 2013, date à laquelle il est exclu du mouvement.

## Histoire

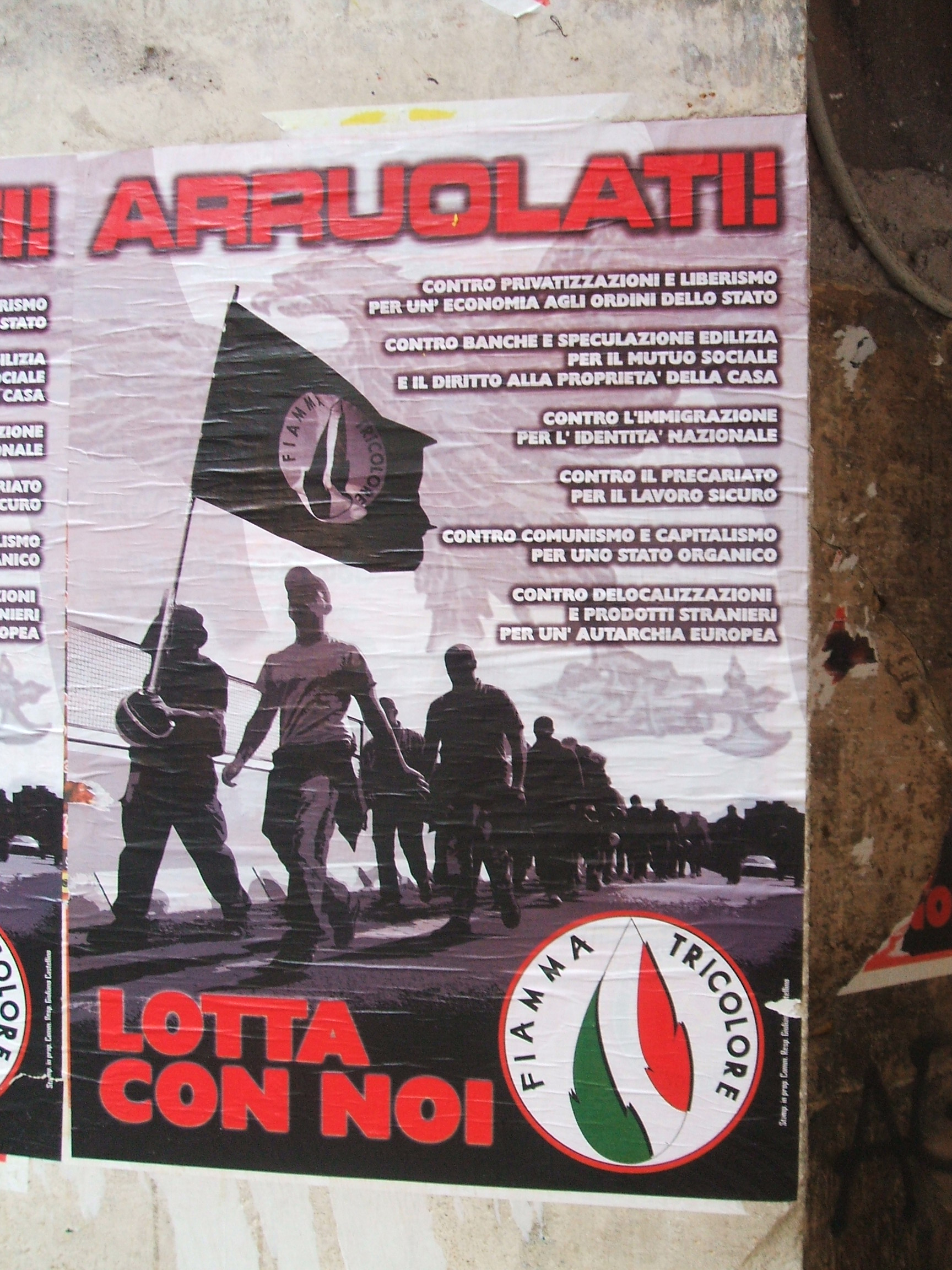
Affiche incitant à adhérer à Fiamma Tricolore, à Rome.

Il regroupe depuis sa fondation en 1995 d'anciens néo-fascistes du Mouvement social italien – Droite nationale (MSI) qui ont refusé le tournant de Fiuggi qui a abouti à la création de l'Alliance nationale, considérant les idées de cette dernière comme n'étant plus assez « radicales ».
Depuis les élections législatives de 2001 où il recueille 0,3 % des voix, le parti est membre de la coalition de droite la Maison des libertés, ce qui a déclenché une polémique.
Lors des élections européennes de 2004, MSFT a obtenu 0,7 % des suffrages et un seul député européen, en profitant de la règle du « plus fort reste », lors d'un scrutin à la proportionnelle intégrale. Luca Romagnoli a été élu avec seulement 2 641 voix de préférences dans la circonscription méridionale (78e sur 78).
Pour les élections régionales de 2005, il était allié avec d'autres petits groupes d'extrême droite, dans la coalition électorale Alternative sociale d'Alessandra Mussolini.
Pour les élections législatives de 2008, il est allié avec le nouveau parti La Droite de Francesco Storace. L'alliance obtient 2,43 % des voix.
Lors des élections législatives de 2013, il se présente seul et obtient à la Chambre 44 744 voix (0,13 %) tandis qu'au Sénat 52 105 voix (0,17 %).
Après avoir rejoint le Mouvement pour l'Alliance nationale, le  Secrétaire national du parti Luca Romagnoli a été remplacé par Attilio Carelli.
À l'occasion des élections générales italiennes de 2018, le mouvement s'associe à Forza Nuova dans le cadre d'une coalition appelée L'Italie aux Italiens (en) comprenant aussi le Movimento Italia Sociale de Vicence et les Fasci italiani del Lavoro. L'alliance obtient 126 199 voix (0,38 %) à la Chambre et 149 694 (0,49 %) pour le Sénat.

## Alliances internationales
Il se considère comme un allié du Front national français et a participé à la marche du 1er mai à Paris. Il fait d'ailleurs partie depuis octobre 2009 de l'Alliance européenne des mouvements nationaux, dont le FN a été membre fondateur.

## Scissions
- Fronte Nazionale (1997) (1997)
- Forza Nuova (1997)
- Movimento Idea Sociale (2004)
- CasaPound (2008)
- Destra Sociale (2013)